# Vyšná Hutka
Vyšná Hutka (Hongaars: Felsőhutka) is een Slowaakse gemeente in de regio Košice, en maakt deel uit van het district Košice-okolie.
Vyšná Hutka telt 437 inwoners.